# Église Saint-Germain de Louvagny
L'église Saint-Germain est une église catholique située à Louvagny, en France.

## Localisation
L'église est située dans le département français du Calvados, sur la commune de Louvagny.

## Historique
L'édifice est classé au titre des monuments historiques le 8 septembre 1999.